# Cation
Un cation ([katjɔ̃], du grec cata- : « en bas » et iôn : « qui va ») est un ion qui, ayant perdu un ou plusieurs électrons, porte une ou plusieurs charges électriques positives. Par exemple, l'ion sodium, noté Na+, est un cation formé par l'atome de sodium ayant perdu un électron. À l’inverse, un anion contient plus d'électrons que de protons. Les cations sont ainsi appelés par association avec la cathode vers laquelle ils sont attirés lors d'une électrolyse, de la même façon que les pôles de charges opposées des aimants s'attirent. 
Pour résumer, un cation est chargé positivement (et lors d'une électrolyse se trouve attiré par la cathode, chargée négativement) tandis que l'anion est chargé négativement (et attiré par l'anode, chargé positivement, lors de l'élctrolyse).
En raison de la forte polarité de sa molécule, l'eau est un excellent solvant des ions. Le seul cation présent dans l'eau pure est l'ion oxonium (H3O+), usuellement et improprement nommé « hydronium », formé par la solvatation du proton (H+) généré au cours de l'autoprotolyse.
En fonction du nombre de charges électriques, on distingue les cations monovalents, divalents, trivalents, etc. Les cations monovalents sont ceux des métaux alcalins (lithium, sodium, potassium, rubidium, etc.) ; les métaux alcalino-terreux (béryllium, magnésium, calcium, strontium, etc.) donnent des cations divalents ; les métaux de transition peuvent donner des cations mono-, di-, tri-, tétra- ou pentavalents. Par exemple, le fer peut perdre deux ou trois électrons (Fe2+ et Fe3+).
Le cation peut être monoatomique, tel l'ion cuivreux (Cu+), ou polyatomique, tel l'ion ammonium (NH4+).
Il peut être inorganique, tel le calcium (Ca2+), le magnésium (Mg2+), le sodium (Na+), le potassium (K+) et l'ammonium (NH4+), ou organique, comme l'ion pyridinium.

## Liste de cations
| Nom           | Formule |
| ------------- | ------- |
| Aluminium     | Al3+    |
| Américium     | Am3+    |
| Argent        | Ag+     |
| Baryum        | Ba2+    |
| Béryllium     | Be2+    |
| Cadmium       | Cd2+    |
| Calcium       | Ca2+    |
| Césium        | Cs+     |
| Chrome        | Cr3+    |
| Cobalt(II)    | Co2+    |
| Cobalt(III)   | Co3+    |
| Cuivre(I)     | Cu+     |
| Cuivre(II)    | Cu2+    |
| Étain(II)     | Sn2+    |
| Étain(IV)     | Sn4+    |
| Fer(II)       | Fe2+    |
| Fer(III)      | Fe3+    |
| Lithium       | Li+     |
| Magnésium     | Mg2+    |
| Manganèse(II) | Mn2+    |
| Manganèse(IV) | Mn4+    |
| Mercure(I)    | Hg+     |
| Mercure(II)   | Hg2+    |
| Nickel        | Ni2+    |
| Or(III)       | Au3+    |
| Potassium     | K+      |
| Plomb         | Pb2+    |
| Proton        | H+      |
| Sodium        | Na+     |
| Strontium     | Sr2+    |
| Uranium(III)  | U3+     |
| Uranium(IV)   | U4+     |
| Zinc          | Zn2+    |

| Nom               | Formule |
| ----------------- | ------- |
| Hydronium/Oxonium | H3O+    |
| Nitronium         | NO2+    |
| Nitrosium         | NO+     |
| Plutonyle         | PuO22+  |
| Titanyle          | TiO2+   |
| Uranyle           | UO22+   |
| Vanadyle          | VO2+    |

| Nom                     | Formule   |
| ----------------------- | --------- |
| Ammonium                | NH4+      |
| Argent (diammino)       | Ag(NH3)2+ |
| Méthanium (carbocation) | CH5+      |
| Méthylium (carbocation) | CH3+      |